# Yusuf II de Grenade
Abû al-Hajjâj “al-Mustaghanî” Yûsuf II ben Mohammed  est le onzième émir nasride de Grenade. Il est le fils de Mohammed V al-Ghanî et il lui succède en 1391. 
Son court règne se passe sous la dépendance des Mérinides. Yûsuf II a été un monarque favorable aux arts et aux sciences. Pour se protéger d'un coup d'État, il met en place emprisonnements, morts de quelques familiers et de personnages de la cour, mais est néanmoins déchu et meurt empoisonné le 3 octobre 1392. Son fils Mohammed VII al-Musta`în lui succède.